# Pio Giuseppe Gaddi
Pio Giuseppe Gaddi de Forlì, duas vezes Vigário Geral da Ordem dos Pregadores (1798-1806 e 1814-1819) e Mestre Geral da Ordem entre 1806 e 1814.